# Cavadores

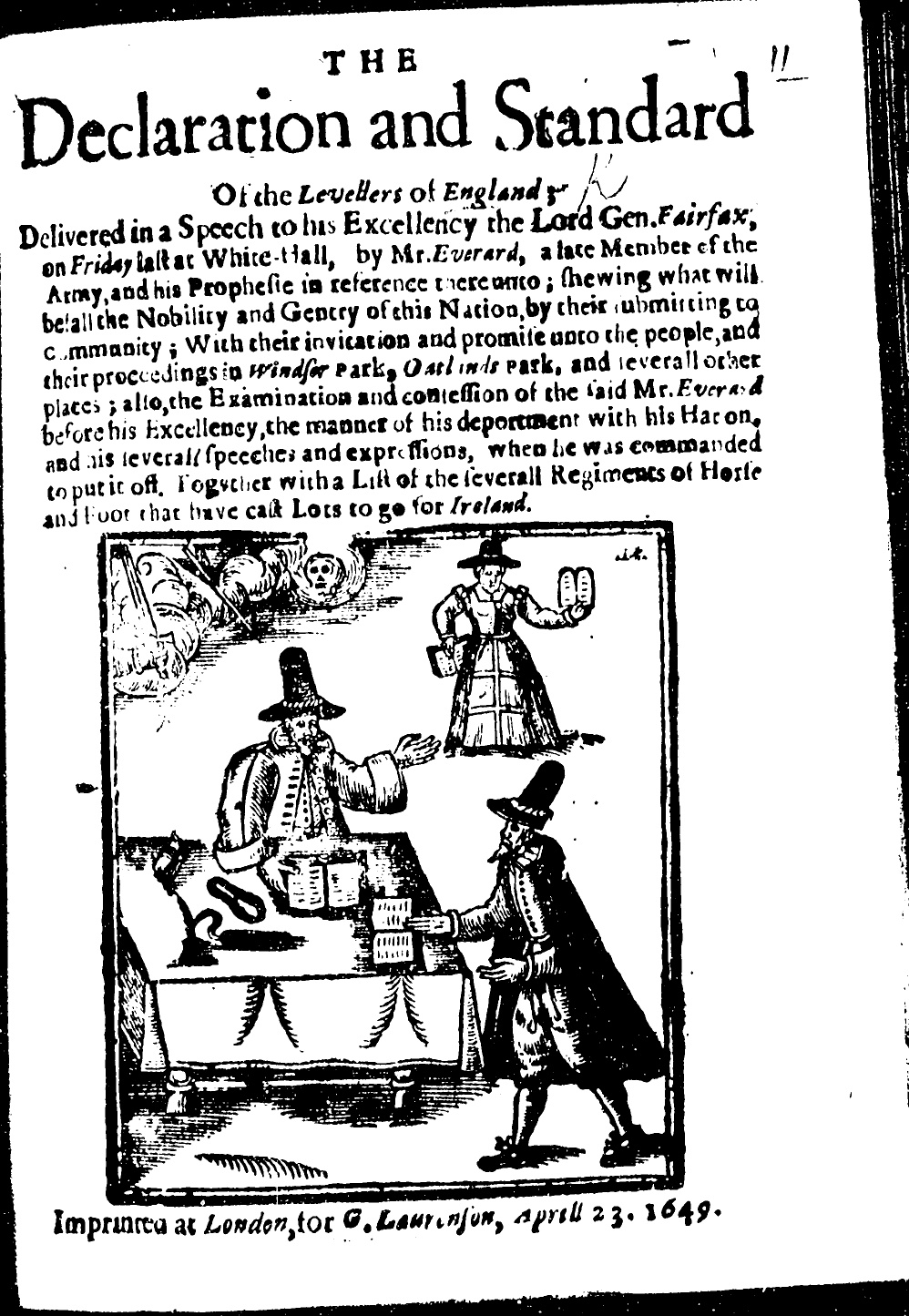
Xilografía de 1649 por William Everard de un documento de los Cavadores, quienes se consideraban a sí mismos como los Verdaderos Niveladores.

Los Cavadores (Diggers, en inglés) eran un grupo cristiano radical que surgió al final de la guerra civil inglesa. Fue fundado en 1649 por Gerrard Winstanley y constituyó el ala izquierda de los demócratas levellers (niveladores) ya que también cuestionaron el derecho de propiedad. Sin embargo, las ideas y las propuestas de los diggers tuvieron un escaso impacto en la sociedad inglesa. Como ha señalado Jacques Droz, «no fue más que uno de los aspectos, el más nihilista, del puritanismo inglés del siglo XVII».
 En un principio se hicieron llamar «Verdaderos Niveladores» (True Levellers).

## Historia
El movimiento lo inició Gerrard Winstanley cuando en 1649 ocupó unas tierras incultas en Surrey y comenzó a trabajarlas junto con otros compañeros. El nombre de diggers se explica por su creencia en el comunalismo religioso, siguiendo los Hechos de los Apóstoles recogidos en la Biblia. Así intentaron cambiar el orden social que existía por un estilo de vida estrictamente agrario, negando la aplicación de la Enclosure Act y organizándose alrededor de pequeñas comunidades rurales.
Un año antes Winstanley había denunciado en El Paraíso de los fieles la propiedad privada y su consecuencia inmediata: la desigualdad.

Mientras que los gobiernos sostengan que la tierra les pertenece, manteniendo el principio de la propiedad privada, del "mío" y del "tuyo", jamás las gentes sencillas tendrán libertad… Así, algunos se elevan hasta el trono de la tiranía, mientras que otros son aplastados por el taburete de la miseria. Basta ya de encerrar y vallar todo lo que está sobre la tierra.

Por aquellas mismas fechas aparecieron numerosos folletos con citas bíblicas sobre el mismo tema. En el titulado La luz que brilla en el Buckinghamshire se decía:

Llorad, clamad pues, ricos. Dios vendrá a castigaros por toda vuestra opresión. Vivís del trabajo de otros hombres, pero no les dais más que salvado para comer, arrancando de vuestros hermanos alquileres e impuestos enormes. ¿Qué haréis, desde ahora? Pues el pueblo no estará ya sometido a vuestra esclavitud, ya que el conocimiento del Señor le iluminará.

En otro se denunciaba a los ricos:

Viven rodeados de riquezas, de honor, de placeres, del clero, de hombres de leyes, de esposas, de niños y de todas las formas culturales exteriores… No se atreven a vivir una vida de amor universal.

Winstanley consideraba a sus partidarios como los auténticos levellers y así lo puso de manifiesto en La bandera levantada por los verdaderos niveladores donde señaló al derecho de propiedad como la raíz de todos los males: «¿Por qué los hombres son tan locos que se destruyen entre ellos? Sólo por mantener la propiedad civil, cargada de honores, de poder y de riquezas. Ésta es la maldición bajo la cual gime toda la Creación, en espera de la redención». Por otro lado situó el origen de la desigualdad en la conquista normanda de Inglaterra ya que fue Guillermo el Conquistador el que entregó la tierra a los barones, estableció el diezmo y escribió la ley en francés para que no pudiera ser leída por el pueblo.
La formulación más completa del programa de los diggers apareció en Abogado del pobre de Pedro Chamberlen, folleto publicado en 1649, en el que se proponía la nacionalización de los bienes de la Corona, del clero y de las empresas comerciales, y cuyas tierras serían cultivadas, bajo el control del Estado, por cooperativas, todo ello con el objetivo de redimir a los pobres.
En 1652, cuando el movimiento estaba en retroceso, Winstanley publicó La Ley de la libertad, una obra dedicada a Oliver Cromwell con la esperanza de que aplicara sus ideas. Inspirada en la Utopía de Tomás Moro proponía un nuevo sistema económico para Inglaterra en el que convivirían un sector privado y otro colectivo, bajo el control del Estado, y en el que cada persona aportaría el producto de su trabajo a unos almacenes generales y de ellos sacaría lo que necesitara, siguiendo el principio «A cada uno según sus necesidades».
El movimiento de los diggers se apagó hacia 1652 debido a la destrucción de sus colonias por los terratenientes locales. Sin embargo, inspiraron municipios evangélicos que se desarrollaron en América del Norte en los siglos XVII, XVIII, XIX y principios del XX (Menonitas).[cita requerida] En los años 1960 su concepción comunal y espiritual, y su organización en comunas agrarias influyó en la corriente más espiritualista del movimiento Hippie, al darse en este una revisión de los movimientos que instigaban una vuelta al cristianismo primitivo.[cita requerida]